# Франсиско Фелисијано
Франсиско Фелисијано (Моронг, 19. фебруар 1941 — Манила, 19. септембар 2014) био је филипински композитор и диригент.

## Биографија
Рођен је 1941. године у граду Моронг. Дипломирао је на Универзитету Филипинском Мастерс. У Берлин у је добио диплому у музичкој композицији. Каније је постао магистар музичке уметности. О његовом животу се не зна превише. Добио је Националну награду за музичку уметност, 2014. године.

## Награде
- Национална филипинска награда за музику, 2014.